# Distrikt San Pedro (Lucanas)
Der Distrikt San Pedro liegt in der Provinz Lucanas in der Region Ayacucho in Südzentral-Peru. Der Distrikt wurde am 16. Dezember 1907 gegründet. Er besitzt eine Fläche von 727 km². Beim Zensus 2017 wurden 2785 Einwohner gezählt. Im Jahr 1993 lag die Einwohnerzahl bei 3436, im Jahr 2007 bei 3317. Sitz der Distriktverwaltung ist die 3097 m hoch gelegene Ortschaft San Pedro mit 550 Einwohnern (Stand 2017). San Pedro liegt 8,5 km südsüdöstlich der Provinzhauptstadt Puquio.

## Geographische Lage
Der Distrikt San Pedro liegt in der peruanischen Westkordillere im zentralen Süden der Provinz Lucanas. Er erstreckt sich entlang dem Ostufer des in Richtung Südsüdwest strömenden Río Acarí. Dessen linker Nebenfluss Río San Pedro begrenzt den Distrikt im Norden.
Der Distrikt San Pedro grenzt im äußersten Südwesten an den Distrikt Acarí (Provinz Caravelí), im Nordwesten an die Distrikte Santa Lucía, Saisa und San Cristóbal, im Norden an den Distrikt Puquio, im Nordosten an den Distrikt Chaviña sowie im Südosten an den Distrikt Sancos.

## Ortschaften
Im Distrikt gibt es neben dem Hauptort folgende größere Ortschaften:
- Puncuhuacca (218 Einwohner)
- San Antonio (424 Einwohner)
- San Pablo
- Santa Ana (267 Einwohner)
- Santa Isabel (232 Einwohner)